# Дувен
Дувен (фр. Douvaine) је насељено место у Француској у региону Рона-Алпи, у департману Горња Савоја.
По подацима из 2011. године у општини је живело 5069 становника, а густина насељености је износила 480,47 становника/km².

## Демографија
| 1962. | 1968. | 1975. | 1982. | 1990. | 2011. |
| ----- | ----- | ----- | ----- | ----- | ----- |
| 1.237 | 1.440 | 2.202 | 2.724 | 3.354 | 5.069 |